# Левотоло
Левото́ло — стратовулкан, розташований у північно-центральній частині острова Лембата, Індонезія.

## Виверження 2020 року
27 листопада виверження відбулося о 5:57 ранку за місцевим часом (21:57 UTC), в результаті чого утворився стовп попелу, що піднявся на висоту 500 метрів у небо. 29 листопада, через два дні, відбувся сильний вибух, який підняв у небо стовп попелу висотою 15,24 км.